# 田代洋一
田代 洋一（たしろ よういち、1943年8月30日 - ）は、日本の農業経済学者。学位は、経済学博士（論文博士・1995年）（学位論文「農地政策と地域」）。横浜国立大学名誉教授。前大妻女子大学教授。

## 来歴
千葉県生まれ。1966年東京教育大学文学部卒、農水省入省。林野庁、農業総合研究所海外部、九州支所、1975年横浜国立大学経済学部助教授、1985年教授、1995年「農地政策と地域」で京都大学より経済学博士の学位を取得。横浜国立大学経済学部長をへて2008年定年退任、名誉教授、大妻女子大学社会情報学部教授。2016年退任。
1981年日本農業経済学会賞、1985年NIRA東畑賞受賞。

## 著書

### 単著
- 『日本に農業はいらないか』（大月書店、1987年）
- 『だれのためのコメ自由化か』（大月書店、1990年）
- 『農地政策と地域』（日本経済評論社、1993年）
- 『食料主権：21世紀の農政課題』（日本経済評論社、1998年）
- 『日本に農業は生き残れるか：新基本法に問う』（大月書店、2001年）
- 『新版農業問題入門』（大月書店、2003年）
- 『農政「改革」の構図』（筑波書房、2003年）
- 『WTOと日本農業』（筑波書房ブックレット 暮らしのなかの食と農、2004年）
- 『食料・農業・農村基本計画の見直しを切る：財界農政批判』（筑波書房ブックレット 暮らしのなかの食と農、2004年）
- 『「戦後農政の総決算」の構図：新基本計画批判』（筑波書房、2005年）
- 『集落営農と農業生産法人：農の協同を紡ぐ』（筑波書房、2006年）
- 『この国のかたちと農業』（筑波書房、2007年）
- 『農業・協同・公共性』（筑波書房、2008年）
- 『食料自給率を考える』（筑波書房ブックレット 暮らしのなかの食と農、2009年）
- 『混迷する農政協同する地域』（筑波書房、2009年）
- 『政権交代と農業政策：民主党農政』（筑波書房ブックレット 暮らしのなかの食と農、2010年）
- 『反TPPの農業再建論』（筑波書房、2011年）
- 『地域農業の担い手群像：土地利用型農業の新展開とコミュニティビジネス』（農山漁村文化協会 シリーズ地域の再生、2011年）
- 『はね返そうTPP!：TPPと国民生活・農業食料 田代洋一講演録』（ほっとブックス新栄、2011年）
- 『農業・食料問題入門』（大月書店、2012年）
- 『安倍政権とTPP：その政治と経済』（筑波書房ブックレット 暮らしのなかの食と農、2013年）
- 『TPP=アベノミクス農政：批判と対抗』（筑波書房ブックレット 暮らしのなかの食と農、2013年）
- 『戦後レジームからの脱却農政』（筑波書房、2014年）
- 『農協・農委「解体」攻撃をめぐる7つの論点』（筑波書房、2014年）
- 『官邸農政の矛盾：TPP・農協・基本計画』（筑波書房、2015年）
- 『地域農業の持続システム：48の事例に探る世代継承性』（農山漁村文化協会、2016年）
- 『農協改革・ポストTPP・地域』（筑波書房、2017年）
- 『農協改革と平成合併』（筑波書房、2018年）
- 『コロナ危機下の農政時論』（筑波書房、2020年）
- 『新基本法見直しへの視点』（筑波書房、2022年）
- 『農業政策の現代史』（筑波書房、2023年）

### 共著
- （宇野忠義・宇佐美繁）『農民層分解の構造：戦後現段階 新潟県蒲原農村の分析』（御茶の水書房、1975年）
- （井野隆一）『農業問題入門』（大月書店、1992年）
- （小田切徳美・池上甲一）『ポストTPP農政：地域の潜在力を活かすために』（農文協ブックレット、2014年）

### 編著
- 『計画的都市農業への挑戦』（日本経済評論社、1991年）
- 『論点コメと食管：自由化は絶対か』（大月書店、1994年）
- 『21世紀の農業・農村 第3巻　日本農業の主体形成』（筑波書房、2004年）
- 『21世紀の農業・農村 第4巻　日本農村の主体形成』（筑波書房、2004年）
- 『協同組合としての農協』（筑波書房、2009年）
- 『TPP問題の新局面：とめなければならないこれだけの理由』（大月書店、2012年）
- 『TPPと農林業・国民生活』（筑波書房、2016年）

### 共編著
- （萩原伸次郎・金澤史男）『現代の経済政策』（有斐閣ブックス、1996年／新版2000年、第3版2006年、第4版2011年）
- （岡田知弘）『復興の息吹き：人間の復興・農林漁業の再生』（農山漁村文化協会 シリーズ地域の再生、2012年）
- （田畑保）『食料・農業・農村の政策課題』（筑波書房、2019年）

### 訳書
- グラハム・ハレット『農業政策の経済学』（大明堂、1972年）